# Kazimierz Miotk
Kazimierz Miotk (ur. 14 marca 1905 w Lewinku, zm. 16 lipca 1982 w Jastarni) – polski działacz społeczny i polityk, poseł na Sejm PRL IV kadencji (1965–1969). 

## Życiorys
W latach 1926–1928 służył w Wojsku Polskim na terenie Grudziądza. Od 1928 pracował fizycznie: początkowo jako robotnik na stacji kolejowej, później kasjer biletowy oraz bagażowy stacji kolejowej Hel. W czasie II wojny światowej zmuszony był zająć się rybołówstwem. Od 1945 pozostawał oficerem Polskiego Rybołówstwa Morskiego. Siedem lat później zasiadł w zarządzie Zrzeszenia Rybaków Morskich. Był również członkiem Zrzeszenia Kaszubsko-Pomorskiego. 
W 1961 uzyskał mandat radnego Powiatowej Rady Narodowej w Pucku. Był również członkiem Miejskiej Rady Narodowej na ówczesnym osiedlu Jastarnia (1961–1965). W 1960 wstąpił do Stronnictwa Demokratycznego, z ramienia którego nominowano go na posła na Sejm PRL IV kadencji z okręgu Gdynia. Zasiadał w Komisji Gospodarki Morskiej i Żeglugi.
W 1964 otrzymał odznakę honorową „Zasłużony Pracownik Morza”.